# Agnès de Pacs i de Quint
Agnès de Pacs i de Quint (Mallorca, 1415 — 1485), també coneguda com la Vídua daurada, fou una protectora, mecenes i divulgadora del lul·lisme. Possiblement és la dona que més apareix en la documentació del seu temps a causa de l'exercici de la promoció cultural com a protectora de l'Estudi General i, sobretot, de la Càtedra lul·listíca, deguda a la preocupació envers la figura de Ramon Llull i la divulgació del seu pensament. Mereix ser recordada per ser una dona destacada en la societat del seu temps i per possibilitar l'inici del que després serien els estudis universitaris a Mallorca, en estabilitzar la trajectòria de l'Estudi General Lul·lià, fundat per Beatriu de Pinós.

## Biografia
Agnès de Pacs i Segarra era filla de Francesquina Segarra i d'Hug de Pacs. Aquest era fill de Nicolau de Pacs i germà d'Asbert, Jaume, Caterina (casada amb Berenguer Vida) i Cília (casada amb Albertí de Dameto). Hug es casà en primeres núpcies amb Maimoneta Piris, filla de Maimó Piris, descendents d'una important família de jueus conversos, del matrimoni dels quals nasqué Isabel, casada amb Pere Nét. En segones núpcies, Hug maridà amb Francesquina Segarra, probablement germana de sor Joaneta Segarra, molts d'anys prioressa del convent de Santa Margalida. Hug i Francesquina foren un matrimoni prolífic del qual nasqueren, almenys, tres fills i quatre filles: Bernat, Huguet, Miquel, Agnès, Antonina, Beatriu i Elionor. Hug feu testament el dia primer d'agost de 1447 i elegí sepultura «in capella beatorum Petri et Pauli apostolorum constructa intus ecclesiam monasterii fratrum minorum civitatis Maioricarum in tumulo ibidem constructo in quo predecessores mei sunt sepulti».
Agnès de Pacs i Segarra, gairebé sempre esmentada com a Agnès de Quint, degué néixer entorn del 1415. Pertanyia a una família notable pel seu poder econòmic, pel seu prestigi social i per la seva influència política. Que procedia d'una família benestant ho prova el dot que aportà en casar-se, de 1.300 lliures.
Estava emparentada amb destacades famílies, com els Dameto, Espanyol, Gener, Gual, Pont, Quint, Safortesa, Valentí i Vida. Es casà amb Nicolau de Quint i Nét i emparentà d'aquesta manera amb una distingida i rica nissaga de mercaders. Del seu matrimoni amb Nicolau de Quint van néixer dues filles, Caterina i Agnès, i un fill, Nicolau. Per a Nicolau de Quint va ser el tercer matrimoni, després d'un primer amb Nicolaua, filla d'Antoni de Pacs, mercader; i d'un segon amb Anneta, filla de Guillem Bennàssar. En morir, el 1437, Nicolau fou enterrat al convent de Sant Domingo. Agnès restà vídua de Nicolau de Quint durant gairebé 50 anys. La importància econòmica de la família donà lloc a l'apel·latiu de la «viuda daurada», com era coneguda popularment. En morir el seu marit, que havia testat el 22 de juliol de 1437, Agnès va disposar d'una de les primeres fortunes del seu temps, ja que, a part de les propietats, la família rebia molts censals i comerciava amb vinyes.
Agnès de Pacs va morir a la primavera de l'any 1485, havent testat el diumenge 14 de setembre de 1483, en presència del notari Miquel Abellar, conegut humanista. Nomenà hereu universal el seu net Nicolau Antoni Safortesa i de Quint. Els Pacs eren enterrats al carner familiar al convent de Sant Francesc, però Agnès fou enterrada al convent de frares predicadors de Ciutat, al túmul dels Quint. Lamentablement, pels efectes de la Desamortització, les restes funeràries dels Quint no es conserven.

## Les dones en el lul·lisme
El pensament filosòfico-místic de Ramon Llull (1232?-1316?) va comptar amb seguidores femenines, no gaire conegudes. Moltes d'elles treballaren en la creació i sosteniment de les institucions lul·lianes, especialment a través de donacions testamentàries (Antònia Gomis i Isabel Martines, a mitjans del segle xv per l'Escola de Barcelona). D'altres van adoptar un mode de vida místic, com Margalida Beneta Mas i Pujol, més coneguda com a Anna Maria del Santíssim Sagrament.
Després de la mort de Llull, la seva doctrina va continuar guanyant deixebles, especialment entre els franciscans espirituals i l'àmbit beguí, i més endavant entre els humanistes. No existia però, a Mallorca, d'on el beat era originari, un centre important dedicat a l'ensenyament de l'Ars lul·liana, que era més aviat cultivada en petites escoles o bé per estudiosos a títol individual, alguns d'ells vinculat a la universitat. En aquest ambient cultural, dues dames orientaren els seus esforços envers la creació d'espais per a la formació, elaboració i divulgació del pensament de Llull: Beatriu de Pinós i Agnès de Pacs i Quint.
El primer projecte per a fundar una càtedra lul·liana a la ciutat de Mallorca fou el de Beatriu de Pinós (1433-1485), baronessa de Melany. El segon, endegat per Agnès de Pacs i Segarra (també de Quint) va trobar millor fortuna, ja que prestà atenció al lul·lisme i visqué en un entorn humanista. En rebre l'herència del seu marit, Agnès instituí, el 1481, una càtedra lul·liana a la catedral de Mallorca per a l'ensenyament públic del lul·lisme, amb un benefici de cent lliures anuals. La iniciativa de Beatriu de Pinós potser influí en la decisió quasi paral·lela d'Agnès de Pacs, que es formalitzà amb la càtedra de Teologia.Tots dos referents foren essencials per a establir el context dels estudis universitaris a Mallorca, que foren l'origen de l'Estudi General Lul·lià.
En la càtedra de Teologia fundada, es designà com a primer titular Pere Daguí, i s'establí que havia de tenir dos alumnes becaris, que havien d'anar canviant cada dos anys, tenint preferència aquelles persones que pertanyien a la família de Pacs. El 14 de setembre de 1483 Agnès formulà el seu testament, conegut per la deixa pro lul·liana, a la qual integrà la donació que havia fet el 30 d'agost de 1481, en què fixava la renda anual per a la càtedra mitjançant un conveni notarial amb el mestre Pere Daguí. Com a complement a aquest conveni, va designar com a patrons de la institució el seu germà, Miquel, i el seu nebot, el canonge Esperandéu Espanyol, com a marmessor per a tenir cura del proveïment de l'esmentada càtedra. Tots dos van quedar capacitats per a ser successors de Pere Daguí, i en el mateix codicil ordenava que, en morir ambdós, en serien nomenats dos més de la família Quint. Greument malalta, Agnès disposà, a mitjanit del dimecres 9 de març de 1485, un darrer codicil, en què confirmava les resolucions del 1483 i manava que l'assignació de 100 lliures anuals de les escoles lul·lianes es pagués de les seves rendes sobre el delme de cereals de la vila de Santanyí (50 lliures) i dels seus censals sobre el Deute Públic del regne de Mallorca (50 lliures).
El projecte lul·lista d'Agnès de Pacs va tenir dificultats en la seva aplicació, tant de caràcter econòmic com d'oposició de l'inquisidor dominic Guillem Caselles, que el 1483 aconseguí un document papal en què es deia que l'obra lul·liana de Daguí, la Janua artis (publicada a Barcelona en 1482), «había corrompido muchas almas en Mallorca en años recientes por los errores que en ella se contenían». Hi hagué sectors de la societat illenca que s'oposaren fermament al lul·lisme, com els dominics, que també havien establert càtedres de filosofia i teologia, car consideraven Ramon Llull un heretge.
Els Pacs van produir importants lul·listes, com Nicolau de Pacs o Esperandéu Espanyol, a més de seguir protegint el lul·lisme a través de la fundació d'Agnès. La petició a Ferran II de crear un Estudi General va sortir d'aquest cercle (autoritzada per carta reial el 30 d'agost de 1483), encara que fou Agnès qui hi posà els mitjans econòmics.
L'Estudi funcionà precàriament fins que finalment dos segles després fou fundada la universitat. En el segle xvii, la dita càtedra de teologia fou incorporada a la Universitat Lul·liana. Quan Francesc Sureda i Blanes fundà (1935) la Maioricensis Schola Lullistica, hi instituí com a patró un membre de la família Quint.[1]